# Río Noce (Trento)
El Noce (Nós en dialecto solandro) es un río italiano que discurre por entero en la provincia de Trento. Nace a 3360 m s. n. m. en el Corno dei Tre Signori, en el interior del parque nacional del Stelvio.
El río es alimentado por las nieves de glaciares como el glaciar Presena (Presanella)-Cevedale y sus mayores afluentes son la Vermigliana (del paso del Tonale (Vermiglio); confluencia con Ossana), el Rabbies (de la Val di Rabbi; confluencia entre Malè y Terzolas) y el Meledrio (de Campo Carlo Magno; confluencia en Dimaro).
El conjunto de todas estas variables crean un río de las características únicas en Italia por cuanto conserva un buen caudal durante casi todo el período estival (de mayo a septiembre).
Después de pocos kilómetros forma en el Alto valle de Pejo el lago artificial de Pian Palù. Recorre el valle de Pejo hasta la confluencia en el valle de Sole y el valle de Non en los alrededores del Puente de Mostizzolo donde forma el lago de Santa Giustina. Desemboca después en el Adigio cerca de la localidad de Zambana.
En el tramo del valle de Sole se practican diversos deportes fluviales como el rafting, el hydrospeed, canoa/kayak.